# Кућа Јована Димитријевића Американца
У развијеним урбаним срединама Краљевине академска архитектура развијала се као у самој престоници. Отмени и декоративно урађени ентеријери одржавали су европски укус нашег грађанства у овом периоду. 
Развој академске архитектуре у југоисточној Србији може се пратити и у Власотинцу на кући Јована Димитријевића Американца. Подигнута је 1935. године као породична зграда са отменом и једноставном архитектонском обрадом, грађена је „по сећању на неке куће виђене у Америци“. 
Фасаде зграде су омалтерисане и наглашене хоризонталним канелурама. Испод правоугаоних прозорских отвора налазе се парпети са балустерима, а изнад кровног венца налази се балустра која има функцију да сакрије четвороводни кров. 
Својом ведром и профињеном композицијом оживњла је традиционални затворени волумен, а тиме је оставрено једно од најуспелијих дела академизма у међуратном Власотинцу. Улазни трем је био украшен муралима са флоралном орнаментиком и мотивима из природе. Данас се у објекту налазе пословне просторије Електродистрибуције Власотинце.